# Pedra Bonita (kommun)
Pedra Bonita är en kommun i Brasilien.   Den ligger i delstaten Minas Gerais, i den sydöstra delen av landet, 800 km sydost om huvudstaden Brasília. Antalet invånare är 6 673.
Omgivningarna runt Pedra Bonita är huvudsakligen savann. Runt Pedra Bonita är det ganska glesbefolkat, med 36 invånare per kvadratkilometer.